# 新昌孟氏
新昌孟氏（シンチャンメンし、しんしょうもうし、신창맹씨）は、朝鮮の氏族の一つ。本貫は忠清南道牙山市である。2015年の調査では、19,971人。
新昌孟氏の始祖は孟子である。新羅真聖女王2年（888年）、孟子の39世孫の孟承訓が中国唐の翰林院の五経博士として、新羅に入国した。高麗の忠烈王時代、孟子の51世孫の孟儀が新昌伯に封ぜられたことで、孟子を始祖として新昌孟氏を創始した。

## 集姓村
- 忠清南道牙山郡排芳面中里
- 忠清南道牙山郡排芳面水鉄里
- 忠清南道牙山郡排芳面休垈里
- 咸鏡南道北青郡青海面魚浦里
- 黄海道新渓郡沙芝面胎峰里
- 黄海道新渓郡沙芝面幕垈里[2]

## 人口
- 2000年の人口調査では、5631家族、合計18,147人。
- 2015年の人口調査では、19,971人[1]。